# LZ 129 Hindenburg
LZ 129 Hindenburg var et tysk luftskib, som blev bygget i 1935. Sammen med søsterskibet Graf Zeppelin er det det største luftfartøj, som nogensinde er blevet bygget. Luftskibet er mest kendt for den ulykke, det var involveret i d. 6. maj 1937 i New Jersey i USA; Hindenburg-katastrofen, hvor det brintfyldte luftskib nedbrændte på 32 sekunder. Denne hændelse var stærkt medvirkende til, at transport med luftskibe blev opgivet. Hindenburg var opkaldt efter Tysklands afdøde præsident, Paul von Hindenburg.

## Konstruktion
Hindenburg blev bygget af Luftschiffbau Zeppelin i 1935 og havde en samlet pris på omkring en halv million engelske pund. Jomfrurejsen blev gennemført i marts 1936. Dette luftskib var konstrueret ud fra et helt nyt design og skelettet var opbygget af duraluminium. Skibet var 245 m langt, 41 m i diameter og indeholdt 200.000 m³ gas, fordelt i 16 celler og havde en bæreeevne på 112,1 ton netto. Motorerne var fire 1.200 hestekræfters (890 kW) dieselmotorer fra Daimler-Benz, som gav det en tophastighed på 135 kilometer i timen.
Luftskibet kunne tage 72 passagerer (50 på transatlantiske flyvninger) og havde et mandskab på 61. Af aerodynamiske grunde var passagerkahytterne placeret inde i skroget i stedet for i gondolen.
Hindenburg var designet til at skulle bruge den ikke brandbare heliumgas som bæregas, men USA havde af militære grunde indført en handelsboykot af helium mod Tyskland, som ikke selv kunne producere denne gas. Det medførte, at man måtte bruge den meget brandbare brintgas til opdrift, men netop brint havde tyskerne gode erfaringer med, idet de havde brugt denne luftart i alle deres tidligere luftskibe. Idet brint tilmed har en større bæreevne end helium, blev skibet tilføjet plads til ekstra passagerer for at udnytte den ekstra opdrift. Zeppelinrederiet så helst "Hindenburg" fyldt med den risikofrie helium, men nu da den ikke var til rådighed, tilføjede man nogle ekstra sikkerhedsforanstaltninger, herunder et sikkert rygerum med trykforskel til det øvrige skib. Til trods for tyskernes store erfaring med brint som bæregas og de ekstra sikkerhedsforanstaltninger der blev indført, var det i den sidste ende brinten der var grundlag for den efterfølgende ulykke med Hindenburg.

## Første år
I løbet af sit første driftsår 1936 fløj Hindenburg 308.322 kilometer og fragtede 2.798 passagerer og 160 ton gods og post. Dette år gennemførte luftskibet 17 transatlantiske ture, (syv til Brasilien og ti til USA). I en rekordflyvning i juli 1936 fløj det tur-retur over Atlanterhavet på 5 dage, 19 timer og 51 minutter. Den tyske bokser Max Schmeling var da en af passagererne, som fik en varm velkomst i Tyskland efter at have besejret amerikaneren Joe Louis.
1. august 1936 var Hindenburg tilstede ved åbningen af sommer-OL i Berlin. Kort tid før Adolf Hitler ankom til det olympiske stadion, krydsede luftskibet over med det olympiske flag hængende efter sig.

## Hindenburg-katastrofen
6. maj 1937 klokken 18:25 lokal tid gik der ild i Hindenburg, da det nærmede sig fortøjningsmasten ved Lakehurst Naval Air Station i New Jersey i USA. Flammerne begyndte ved agterenden, og i løbet af 37 sekunder var luftskibet overtændt. Af de 97 personer om bord døde 35 (af disse var 13 passagerer og 22 mandskab). Én af trossegasterne på jorden døde ligeledes, så det endelige antal omkomne blev 36.

### Historisk nyhedsdækning
Ulykken bliver i dag særligt husket på grund af nyhedsdækningen, herunder billederne og den amerikanske journalist Herbert Morrisons radioreportage fra landingen. Det var den første transatlantiske luftskibsrejse til USA dette år, hvilket betød, at der var flere journalister til stede end normalt. Den var ellers kun én af 18 planlagte ture det år.
Morrisons radiooptagelse blev ikke udsendt før dagen efter, men dele af denne lydoptagelse blev lagt på en samtidig filmoptagelse for tydeligere at kunne formidle hændelsen og dramatisere ulykken. Denne sekvens er senere blevet en af de mest berømte både i medie- og flyhistorien. Særligt blev Morrisons sørgelige kommentar oh, the humanity! berømt. Det er imidlertid usikkert, om han virkelig sagde disse ord eller "all the humanity." Morrison havde forinden gentagne gange omtalt menneskene på jorden, som var i færd med at få skibet trygt ned som mass of humanity. Han brugte derfor ordene, da det blev klart, at det brændende vrag ville lande på mandskabet nedenunder.
Dette var ikke den eneste luftskibsulykke. De fleste fandt sted på grund af uvejr, men ingen af dem med en Zeppeliner. Før ulykken med Hindenburg havde denne type luftskib haft en imponerende sikkerhedsstatistik. Fx havde LZ 127 Graf Zeppelin fløjet 1,6 millioner kilometer, herunder en jordomflyvning, uden ulykker. Zeppelin-selskabet var stolte over at ingen passagerer, som havde benyttet et af deres fartøjer, på noget tidspunkt var blevet skadet. Men ulykken med Hindenburg kom selvfølgelig til at ændre dette. Offentlighedens tillid til luftskibet blev knust af billederne og lydoptagelserne fra ulykken, og derfor blev det meget svært at fortsætte driften med luftskibe.

### Spekulationer om årsagen til ulykken
I eftertiden har man især været optaget af tre spørgsmål om Hindenburg-katestrofen, de er:[kilde mangler]
1. Hvordan begyndte branden?
2. Hvilket materiale begyndte den i?
3. Hvad forårsagede spredningen af ilden?

De bagvedliggende årsager til ulykken er ligeledes omdiskuterede og teorierne er ofte farvet af politiske holdninger. F.eks. skød den tyske regering skylden på USA’s heliumboykot af Tyskland for at sætte den i et dårligt lys. [kilde mangler]
I begyndelsen blev sabotage også ofte nævnt som årsag til branden, specielt af Hugo Eckener, en tidligere chef i Zeppelinrederiet og veteran i den tyske luftskibsindustri. Zeppelinerne blev på dette tidspunkt anset som symboler for Hitler-Tyskland og ville derfor have været et naturligt mål for nazisternes fjender. Noget bevis for sabotageteorien blev imidlertid aldrig fremlagt under høringerne efter ulykken.[kilde mangler]
En anden tilhænger af sabotageteorien var Max Pruss, kaptajn på Hindenburg. Pruss var meget erfaren og havde fløjet næsten alle turene med LZ 127 før Hindenburg blev færdigbygget. I et interview af Kenneth Leish i Colombia's Oral History Research Office fortalte Pruss, at han havde en stærk mistanke om sabotage. Tidligere var skibet flere gange blevet ramt af lyn på turene til og fra Brasilien, uden der var opstået brande.
Selv om der ikke foreligger endeligt bevis, er den mest anerkendte teori i dag, at skibet brød i brand efter en opbygning af statisk elektricitet i fartøjet.
Ifølge en anden teori opstod branden inde i skibet som følge af en lækage fra en dieselbeholder. Dieselen blev derefter antændt af de varme udstødningsrør og forårsagede dermed eksplosionen.